# Julia (1977)
Julia ist ein Filmdrama, das 1977 im Verleih der 20th Century Fox herauskam und auf dem autobiographischen Kapitel Julia (des Buches Pentimento) von Lillian Hellman beruht. Es beschreibt die enge Freundschaft zweier amerikanischer Frauen vor dem Hintergrund des Nationalsozialismus. Sowohl Vanessa Redgrave, die dafür einen Oscar gewann, als auch Jane Fonda beeindruckten durch ihre schauspielerischen Leistungen, die dafür von  der BAFTA ausgezeichnet wurde, auch beim Publikum war der Film ein Erfolg.

## Handlung
Julia, aus reicher jüdischer Familie, und Lillian Hellman sind Freundinnen seit frühester Jugend. Julia studiert Medizin in Oxford und Wien (u. a. bei Sigmund Freud) während des aufkommenden Nationalsozialismus Mitte der 1930er Jahre und wird politisch aktiv. Hellman schlägt dagegen eine Karriere als Bühnenautorin ein und lebt in Neuengland mit dem älteren Krimi-Schriftsteller Dashiell Hammett zusammen.
Der Film zeigt beide in einem Strandhaus, wo Hellman beim Schreiben einen toten Punkt erreicht hat und sich ihrer Jugendfreundin erinnert, mit der sie in Briefkontakt blieb. Sie sucht ihre Freundin – die von Nationalsozialisten zusammengeschlagen auf Krücken geht – kurz in Wien auf. Kurz darauf verschwindet diese ohne Nachricht aus dem Krankenhaus. Ein paar Jahre später wird Hellman als anerkannte Schriftstellerin nach dem Erfolg ihres Stücks A Children’s Hour in die Sowjetunion eingeladen. Julia bringt sie über den Kontaktmann Johann dazu, bei der Durchreise durch Deutschland Geld für die Widerstandsbewegung zu schmuggeln.
In Berlin treffen sie sich ein letztes Mal. Hellman erfährt, dass Julia ein Kind im Elsass hat, das sie nach ihrer Freundin Lily nannte. Sie verspricht, sich notfalls um das Kind zu kümmern. Nach der Rückkehr in die Vereinigten Staaten erfährt sie, dass Julia ermordet wurde, was im Film nur angedeutet wird. Nachforschungen von Hellman nach dem Kind blieben erfolglos, und auch die Familie Julias will nichts davon hören.

## Preise

### Academy Awards
- Jason Robards bester Nebendarsteller
- Vanessa Redgrave beste Nebendarstellerin
- Alvin Sargent bestes adaptiertes Drehbuch
- Nominierung: Bester Film (Richard Roth als Produzent)
- Nominierung: Beste Regie Fred Zinnemann
- Nominierung: Jane Fonda beste Hauptdarstellerin
- Nominierung: Maximilian Schell bester Nebendarsteller
- Nominierung: Douglas Slocombe beste Kamera
- Nominierung: Anthea Sylbert bestes Kostümdesign
- Nominierung: Walter Murch bester Schnitt

### Academy of Motion Picture Arts & Sciences (AMPAS)
- Bester Schnitt

### BAFTA Awards
- Richard Roth für den besten Film
- Jane Fonda beste Hauptdarstellerin
- Alvin Sargent bestes adaptiertes Drehbuch
- Douglas Slocombe bester Kameramann

## Sonstiges
Die Rolle der Julia wurde zuerst Faye Dunaway angeboten, die ablehnte. Die Rolle der Hellman wurde Barbra Streisand angeboten, die ebenso ablehnte. Die Julia sollte dann ursprünglich Jane Fonda spielen, die dann aber die Hellman übernahm, als es Besetzungsprobleme mit der Rolle gab. Meryl Streep hat hier ihre erste Filmrolle, ebenso Lisa Pelikan.
Lillian Hellman kommt in einem schemenhaften Cameo am Anfang und Ende des Films vor (in einem Boot sitzend).
Die bekennende Sozialistin Vanessa Redgrave nutzte die Oscar-Verleihung 1978 für eine kämpferische Rede gegen Faschismus anlässlich von Drohungen durch die rechtsextreme jüdische Gruppe Jewish Defense League, die gegen ihr Engagement für die Palästinenser protestierten. Dies tat ihrer Karriere in Hollywood jedoch keinen Abbruch, und sie war in den Jahren 1985 und 1993 erneut für den Academy Award nominiert.

## Kritiken
„[…] einfühlsam inszeniert, in der Beschreibung der politischen Situation Mitte der 30er Jahre atmosphärisch sehr dicht und durch gute Darstellung auch menschlich überzeugend.“

„Jane Fonda und Vanessa Redgrave agieren mit jener Angestrengtheit, die allemal als ‚Oscar-reif‘ gilt. Nur Jason Robards, der Miss Hellmans Lebensgefährten Dashiell Hammett spielt, wirkt der süßlichen Theatralik des Films mit knurrigem Understatement entgegen. ‚Julia‘ ist alles andere als ein neuer, gar politisch akzentuierter Frauenfilm, allenfalls eine halbherzige Neuauflage von Hollywoods bewährten ‚soap-operas‘.“